# Soran
Soran (ou Diana) é uma cidade do Iraque, no Curdistão Iraquiano. Localiza-se na província de Erbil e é a capital do distrito de Soran. É conhecida pelos seus parques, montanhas e cavernas ao redor da cidade.

## Nome
O nome Diana é derivado da palavra em curdo para "cristão" (کریستیان), devido à cidade ter-se originado a partir de uma vila de cristãos assírios.
O nome Soran é derivado da tribo curda sorani, que fixou-se na área, junto aos assírios. 